# Campo de la tela de oro

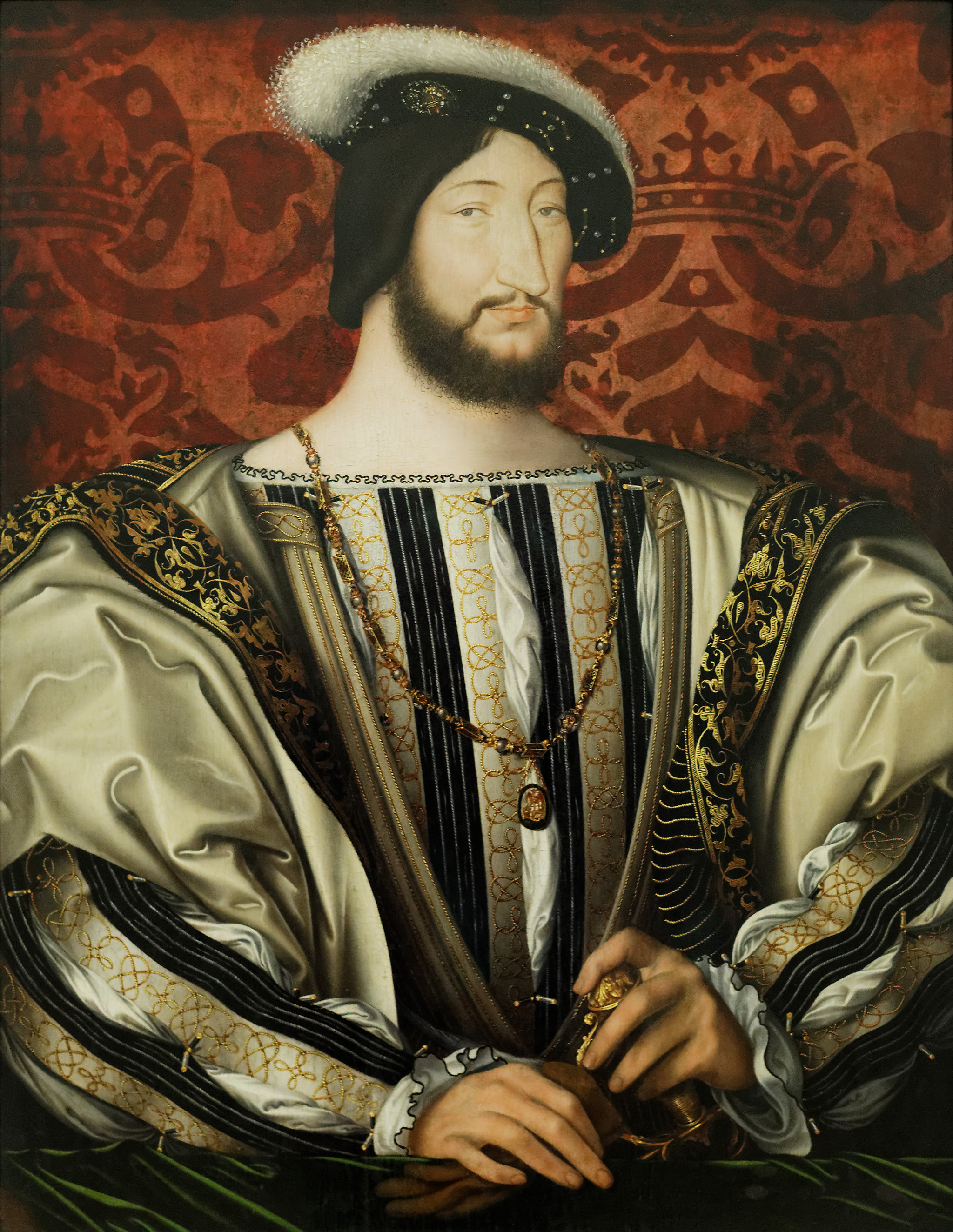
Francisco I de Francia.

Enrique VIII de Inglaterra.

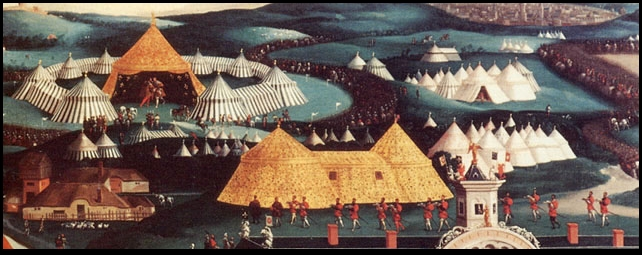

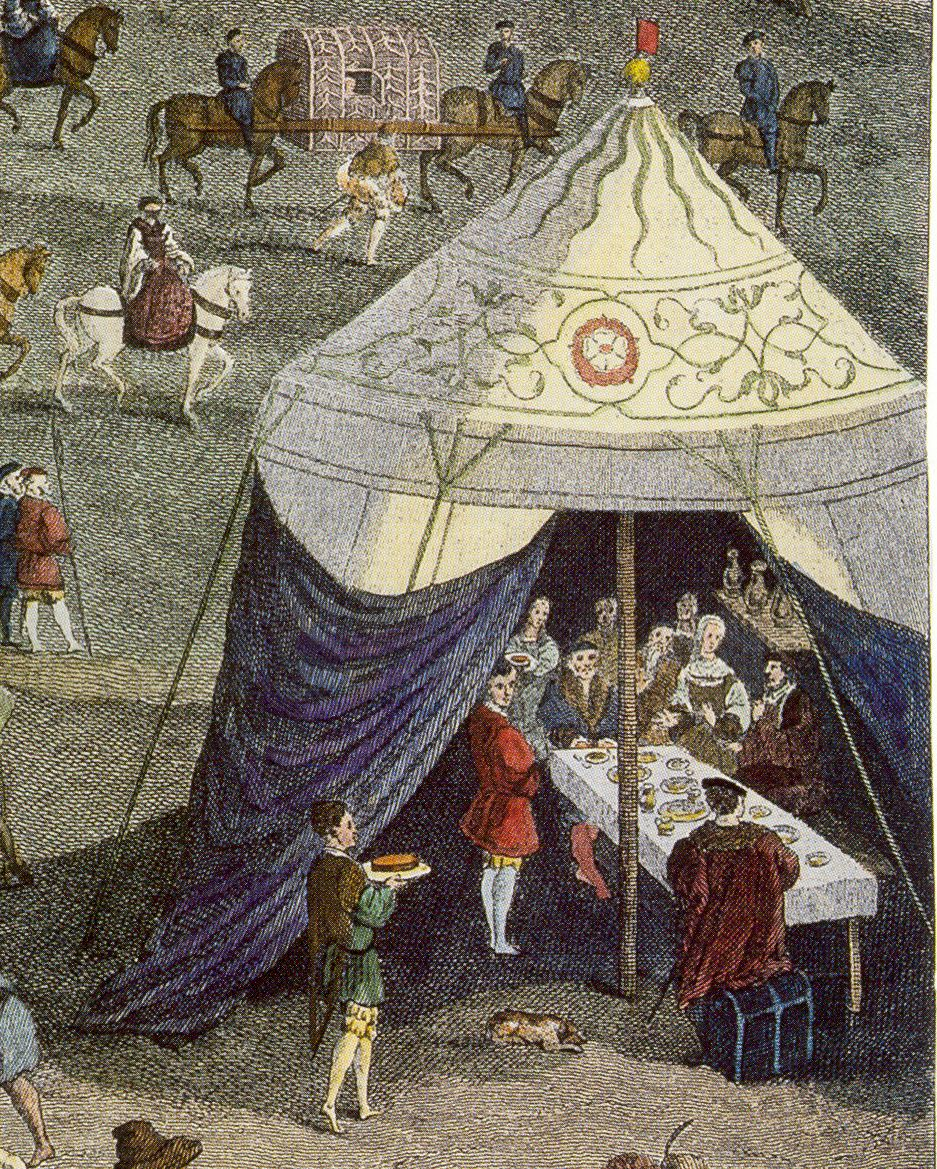

Se denomina Campo de Tela de Oro, también conocido como Campo del Paño de Oro, al encuentro diplomático celebrado en mayo o junio de 1520 entre el rey Francisco I de Francia y el rey Enrique VIII de Inglaterra, en los prados del territorio francés ubicados entre Guînes y Ardres, cerca de Calais -bajo dominio inglés en ese momento-, con el fin de llegar a un acuerdo que pusiera fin a las hostilidades entre sus reinos, a la vez que concertar una alianza para detener el avance de España, gobernada por el emperador Carlos V de Habsburgo.
Se recuerda el encuentro entre ambos reyes debido al esplendor de la ocasión, a los refinamientos con los que ambas cortes rivalizaron y a las magníficas galas con que adornaron las tiendas y casetas, con damascos, dorados y paños bordados en oro, y además porque existe diversa bibliografía acerca de esta reunión, como por ejemplo, la biografía sobre la reina aragonesa de Garrett Mattingly.
Carlos V era nieto de los Reyes Católicos Fernando II de Aragón e Isabel I de Castilla, ya que era el hijo de la reina Juana I de Castilla (también conocida como Juana "La Loca") y de Felipe I de Castilla (Felipe "el Hermoso"). Tras la muerte de Isabel, Fernando, quien de acuerdo a lo dispuesto por su difunta esposa debía ceder la Corona castellana a su hija Juana (legítima heredera de su madre, ya que los reinos de Castilla y Aragón se habían unido por alianza matrimonial) y a su esposo Felipe de Habsburgo, luchó con su yerno para retener el poder. 
Durante los años en que se sucedieron las negociaciones entre ambos, el proceso afectó indirectamente las relaciones políticas tanto con la Inglaterra de los Tudor como con la Francia de Luis XII, influyendo significativamente en las posibilidades de concretar el matrimonio con el heredero de la Corona inglesa, Enrique Tudor (luego Enrique VIII), de otra de las hijas de Fernando de Aragón, Catalina, quien se encontraba en Inglaterra. Catalina residía en Inglaterra desde 1501, cuando fue entregada por sus padres para contraer matrimonio con el primogénito de Enrique VII, Arturo, que había fallecido cuatro meses después de la boda, en 1502. Tras la muerte de Felipe, se declaró a Juana incapaz de reinar y su padre conservó el poder, que luego recayó en su nieto Carlos.
Unos meses antes de la celebración de este fastuoso encuentro del Campo de la Tela de Oro, en tierra gala y en el contexto de las complejas relaciones políticas entre los reinos europeos del Renacimiento, el poderoso emperador del Sacro Imperio Romano Germánico y rey de España, Carlos V, que por vía matrilineal era sobrino de Catalina de Aragón (esposa de Enrique VIII), visitó a su tía en Inglaterra, a quien no había tenido ocasión de conocer antes.
Tal como ocurriera en otras ocasiones anteriores, Catalina, quien era reacia a una alianza entre su marido y Francia, propiciaba el acercamiento de Inglaterra con el Emperador, interés que a su vez apoyaban los comerciantes ingleses que vendían lana en los Países Bajos, bajo el dominio de Carlos. Sin embargo, Catalina acompañó al rey Enrique y a su corte en su visita a Francia, visita de la cual hay historiadores que afirman que también participó quien luego sería su rival en el lecho real, Ana Bolena, quien entonces estaba al servicio, como dama de la corte, de la reina francesa, Claudia de Francia (hija de Luis XII y consorte de Francisco I).